# Ornithogalum orthophyllum
Ornithogalum orthophyllum es una planta bulbosa de la familia Asparagaceae.

## Descripción
Herbácea criptófita de bulbo liso. Hojas (5-15) paralelinervias de hasta 40 cm. Escapo, usualmente de la mitad de la longitud de las hojas, con 6-10 flores de 6 tépalos, hermafroditas, blancas con banda media verdosa. Fruto en cápsula con tres pares de costillas que se abren al secarse.

## Distribución
Especie nativa de Argelia, Austria, Bulgaria, Checoslovaquia, islas del Egeo Oriental, Alemania, Grecia, Hungría, Irán, Italia, Marruecos, Cáucaso norte, Polonia, Portugal, Rumania, España, Suiza, Turquía, Ucrania y Yugoslavia.